# Посланица Титу
Ова Посланица даје упутства о својствима кандидата за црквене службе о односима Хришћана са властима о грађанским односима и о будности против лажних учитеља.